# Rudka (powiat radomszczański)
Rudka – wieś w Polsce położona w województwie łódzkim, w powiecie radomszczańskim, w gminie Wielgomłyny.
W latach 1975–1998 miejscowość położona była w województwie piotrkowskim.
Przez miejscowość przepływa Struga, dopływ Pilicy.

## Historia
W czasach Królestwa Polskiego wieś nosiła nazwę Ruthka.
Dworek w Rudce zbudowany przez hrabiego Adama Ostrowskiego w 1897 roku był otoczony trzymetrowym murem kamiennym. Do dworku prowadziła brama wjazdowa i furta dla pieszych. Po ślubie córki hrabiego Ostrowskiego z hrabią Stanisławem Potockim był własnością rodu Potockich, którzy mieli pałac z siedzibą w Maluszynie. Sama wieś dworska miała cztery budynki zwane czworakami. Były one przeznaczone dla robotników, którzy pracowali we dworze. Rudka posiadała gorzelnię, kuźnię, młyn wodny nad Biestrzykówką, karczmę oraz owczarnię i stawy rybne. W dworku w Rudce mieszkał zarządca niemiecki o nazwisku Krause. We dworze były pokoje dla hrabiego, kiedy to zajeżdżał z wizytą kontrolną.
Ostatnim zarządcą był Mieczysław Świątkowski, którego Niemcy w 1940 roku przesiedlili z Silniczki do Rudki. Obecnie dworek znajduje się w posiadaniu wnuczki Mieczysława Świątkowskiego zmarłego 22 lutego 1988.
W Rudce funkcjonuje muzeum (które prowadził Ś.P Zdzisław Tomczyk, malarz i pisarz) i kaplica. W budynku remizy OSP Rudka znajduje się kawiarenka internetowa. Straż organizuje liczne imprezy kulturalne dla mieszkańców. Niedawno powstało stowarzyszenie „Rudka na Pilicą”, które również organizuje imprezy okolicznościowe dla mieszkańców Rudki oraz gminy Wielgomłyny. Głównym celem Stowarzyszenia jest działalność edukacyjna, kulturalna, charytatywna na rzecz rozwoju, integracji, aktywizacji lokalnej grupy mieszkańców. Stowarzyszenie ma również za zadanie podnoszenie jakości życia i świadomości społecznej.